# Hartmut Kliemt
Hartmut Kliemt (ur. 26 listopada 1949 w Mönchen-Gladbach) jest niemieckim filozofem, ekonomistą i wykładowcą uniwersyteckim.

## Życiorys
Kliemt studiował filozofię, socjologię i matematykę na uniwersytetach w Ratyzbonie i Getyndze. Po zdaniu egzaminów z filozofii na Uniwersytecie w Getyndze w 1969 r. przeniósł się na Uniwersytet we Frankfurcie nad Menem, gdzie kontynuował studia matematyczne, które jednak porzucił na rzecz studiów ekonomicznych. Te ostatnie ukończył w 1974 roku z tytułem magistra zarządzania. Kliemt objął następnie stanowisko asystenta ds. badań w Katedrze Ekonomii na Uniwersytecie w Dortmundzie i w 1976 r. przeniósł się na stanowisko w Katedrze Filozofii Prawnej i Społecznej na Uniwersytecie w Moguncji. W 1977 r. otrzymał doktorat z prawa we Frankfurcie wraz z filozoficzną publikacją prawniczą "Untersuchungen über die Gründenbarkeit staatsphilosophischer Legitimitätskriterien" ("Badania nad uzasadnialnością kryteriów legitymizacji w filozofii państwa"). W 1983 r. uzyskał habilitację na Uniwersytecie we Frankfurcie.
Kliemt prowadził następnie katedry na uniwersytetach w Monachium i we Frankfurcie nad Menem. W 1988 r. został powołany na stanowisko kierownika katedry filozofii praktycznej na Uniwersytecie w Duisburg-Essen. W 2006 r. przeniósł się do Katedry Filozofii i Ekonomii w Szkole Finansów i Zarządzania we Frankfurcie, której przewodniczył do 2016 roku i gdzie nadzorował program zarządzania, filozofii i ekonomii. Od 2015 r. jest emerytowanym profesorem na Uniwersytecie w Duisburg-Essen, a od 2017 r. jest profesorem wizytującym w dziedzinie ekonomii behawioralnej na Uniwersytecie w Gießen.
Badania i nauczanie Kliemta opierają się w dużej mierze na angielskim modelu filozofa-ekonomisty, tak więc jego badania koncentrują się w szczególności na skrzyżowaniu filozofii politycznej i ekonomii. Jego badania koncentrują się zwłaszcza na etyce zdrowotnej i ekonomii służby zdrowia, metodologii nauk praktycznych z zakresu medycyny, administracji biznesowej i prawa oraz konstytucyjnej ekonomii politycznej.

## Wybór twórczości
- Untersuchungen über die Begründbarkeit staatsphilosophischer Legitimitätskriterien. Universitätsverlag, Frankfurt am Main 1977 (Rozprawa doktorska)
- Zustimmungstheorien der Staatsrechtfertigung. Alber, Freiburg im Breisgau 1980
- Moralische Institutionen. Alber, Freiburg im Breisgau 1985 (Rozprawa habilitacyjna)
- Grundzüge der Wissenschaftstheorie: Eine Einführung für Mediziner und Pharmazeuten. Fischer, Stuttgart 1986
- Antagonistische Kooperation: Elementare spieltheoretische Modelle spontaner Ordnungsentstehung. Alber, Freiburg im Breisgau 1986
- Solidarität in Freiheit. Alber, Freiburg im Breisgau 1995
- Utopien internationalen Rechts : zur Moralität und Realität westlicher Machtausübung. Comdok GmbH, Berlin 2005
- razem z Werner Güth: Vertrauen und Unternehmen. Max-Planck-Institut, Jena 2006
- red. razem z Hartmut Kliemt: Ordered Anarchy: Jasay and his Surroundings, Ashgate Publishing, Ltd., 2012
- razem z Susanne Hahn: Wirtschaft ohne Ethik? Eine ökonomisch-philosophische Analyse. Reclam, Stuttgart 2017

Hartmut Kliemt jest także redaktorem dwóch serii wydawniczych: "The Collected Papers of Anthony de Jasay" oraz "The Collected Works of James M. Buchanan" amerykańskiego wydawnictwa Liberty Fund.